# Trolejbusy w Bobrujsku
Trolejbusy w Bobrujsku – system komunikacji trolejbusowej działający w białoruskim mieście Bobrujsk.
Komunikację trolejbusową uruchomiono 30 sierpnia 1978. Obecnie łączna długość linii wnosi 40,7 km.

## Linie
W mieście funkcjonują trzy linie trolejbusowe:
- 1: Завод „Белшина” – ул.Дзержинского
- 2: ул.Сикорского – ст. „Бобруйск”
- 3: ул.Сикорского – Рынок „Еловики”

## Tabor
W Bobrujsku eksploatowanych są 73 trolejbusy:
- ZiU-9 – 12 trolejbusów
- AKSM-101 – 25 trolejbusów
- AKSM-102 – 26 trolejbusów
- AKSM-201 – 8 trolejbusów
- AKSM-333 – 1 trolejbus
- AKSM-321 – 1 trolejbus